# Paul Guillaume de Daunant
Pour les articles homonymes, voir Daunant.
Paul Guillaume, baron de Daunant et de Sérignac (1753-1818), est un militaire et homme politique français.

## Biographie
Né le 2 août 1753, Paul Guillaume de Daunant appartient à une ancienne famille de la noblesse protestante installée à Nîmes. Il entre dans l'armée en 1772, et possède le grade de capitaine lorsque la Révolution de 1789 éclate. Malgré la destitution de son grade, il reste sous les drapeaux. Son beau-père, Étienne-David Meynier de Salinelles, est arrêté et exécuté.
S'illustrant durant les campagnes de 1793 et 1795, il est nommé colonel de la gendarmerie du Gard et du Vaucluse. Sa carrière est néanmoins interrompue après le coup d'État du 18 fructidor an V : réformé, il est placé à la retraite.
Il entre alors dans l'administration, et dévoué au régime impérial, est nommé adjoint au maire de Nîmes et fait baron de Seignac. Après la chute de Napoléon, il est nommé maire en titre pour rétablir l'ordre. En octobre 1814, il accueille le comte d'Artois dans la ville, avec notamment l'organisation d'une ferrade dans les arènes. En février 1815, il fait voter par le conseil municipal la restauration des anciennes armoiries. Quoi qu'il ait fait fermer des lieux de réunions bonapartistes, comme le café de l'île d'Elbe, il reste en poste durant les Cent-Jours, et adresse le 17 avril une lettre à Napoléon pour saluer son retour. En juillet 1815, il protège la garnison dans les casernes. Mais les bonapartistes, qui prennent en otage son fils, l'accusent de trahison ; le nouveau préfet nommé par Louis XVIII le démet.
Figurant au dix-neuvième rang des plus grosses fortunes du Gard en 1811. Époux de Suzanne Meynier de Salinelles, il est le père de Paradès et Achille de Daunant et le beau-père d'Adrien et d'Augustin de Gasparin.
Il meurt le 9 février 1818.